# Линовка

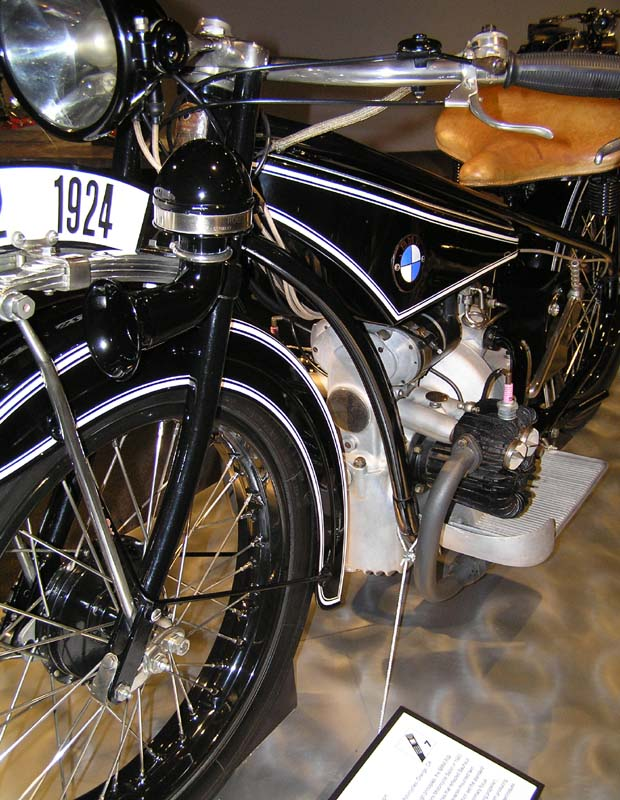
Мотоцикл BMW R32 1924 года, декорированный белыми линовками

Линовка (нем. Linie, linierung) — классическая техника декоративной отделки велосипедов, мотоциклов, автомобилей и т. п. линиями различной толщины и цвета. Была неотъемлемым элементом декора мототехники с начала XX века до ориентировочно 1970-х годов. Впоследствии ручное линирование было заменено наклеиванием декоративных деколей и наклеек.

## Особенности и техника нанесения
Обычно классическая линовка рисуется мастером-линовщиком вручную, особой удлиненной кистью с коротким держателем, изготовленной из меха белки. Такая работа требует от мастера особых навыков и высокой квалификации.
Традиционно линовка наносится после окраски деталей машины, обязательно поверх лакового покрытия. 
Квалифицированные мастера работают только кистью и не используют дополнительных приспособлений: трафаретов, шаблонов и тому подобного. 
Линовка не рисуется мазками, а мастер протягивает длинную линию смоченной в краске кистью, соблюдая одинаковую толщину линии. Возможная незначительная кривизна линий, нанесенных вручную, не считается недостатком, а напротив, даже добавляет определённого шарма изделию.
Также существуют варианты линирования под трафарет и специальной клейкой лентой соответствующих цветов и толщин, также с помощью специальных приспособлений: роликовых или игольчатых маркеров.
В определённое время на Харьковском велозаводе, ЛМВЗ, КМЗ и др. существовали участки цехов по линовке деталей техники. 
В наше время профессия линовщика мертва. Сегодня мастера классической линовки ценятся среди профессиональных реставраторов ретротехники.

## Интересные факты
- По производственным стандартам предприятий BMW 1930-х годов, отклонения толщины линии, нанесенной вручную, допускались в пределах 0,5 мм.[1]
- Обычно линовка на баке мотоцикла, выполненная вручную, могла различаться на симметричных левой и правой его стороне.
- В русскоязычной среде линовку часто называют «цировка», слово так же происходит от немецкого «zieren» - украшать.